# Гиле, Даниэль
Даниэ́ль Гиле́ (фр. Daniel Guilet, собственно Додька (Довид) Гилевич, фр. Dodka (Davy, Daniel) Guilevitch; 10 января 1899, Ростов-на-Дону — 14 октября 1990, Нью-Йорк) — французско-американский скрипач российского происхождения.

## Биография
Родился в 1899 году в Ростове-на-Дону, в семье могилёвского мещанина Афроима-Носона Гирш-Абрамовича Гилевича (1870—?), чьи родители поселилась в городе в 1878 году. Семья уехала в Париж, когда Даниилу не исполнилось ещё и года. В Парижской консерватории он учился у Джордже Энеску и Гийома Реми. Начиная с 1920-х гг. концертировал как солист, в том числе в ансамбле с Морисом Равелем. Выступал в различных камерных составах, в том числе в струнном квартете Марселя Шайи, однако наибольшую известность получил как вторая скрипка Квартета Кальве: с приходом Гилевича (1929) состав под руководством Жозефа Кальве занял ведущее положение во французском квартетном исполнительстве. Под именем Dodka Guilevitch выступал также в парижских джазовых клубах. В 1940 году квартет был распущен, а в 1941 году в силу еврейского происхождения Гиле был вынужден эмигрировать в США, где основал собственный Квартет Гиле. Одновременно в 1942 году он поступил в Симфонический оркестр NBC, а в 1951 году стал его концертмейстером, сохранив этот пост и после преобразования оркестра в «Symphony of the Air» в 1954 году; в 1940-е годы Гиле также играл вторую скрипку в струнном квартете NBC (примариусом был Миша Мишаков), среди достижений этого квартета — американские премьеры произведения Сергея Прокофьева и Дмитрия Шостаковича. Однако высшим достижением Гиле в его американский период стало создание в 1955 годах Beaux Arts Trio, в составе которого он играл до 1969 года, — этот коллектив считался одним из наиболее ярких инструментальных ансамблей США.